# Dunfermline (Grenada)
Dunfermline ist eine Siedlung im Parish Saint Andrew im Osten von Grenada.

## Geographie
Die Siedlung liegt nördlich von Grenville, zusammen mit Paradise, Simon und Telescope.